# Арнун
Арнун (араб. ارنون‎, ивр. ארנון‎) — поселение в Ливане. Большинство жителей — ливанские шииты. Находится в 7 километрах к юго-востоку от города Эн-Набатии, провинция Эн-Набатия. Поселок расположен примерно в 8 километрах от израильской границы, на высоте 550 метров над уровнем моря. Приблизительно в одном километре от Арнуна расположен замок Бофор.

## История
История Арнуна тесно связана с находящимся недалеко замком. Название поселения происходит от арамейского арнун, что означает «маленькая вершина», на которой стоит замок Бофор. Сам замок называют Qal’at Shqif Arnoun (рус. замок высокой скалы на холме).
В 1875 году Виктор Герен отметил, что в замке находилась одна сотня «метуали» (одно из течений ливанских шиитов).

## Известные жители
- Фуад Аджами — американский профессор, писатель, знаток культуры и религии Ближнего Востока][2]